# Drew Henry
Drew Henry (ur. 24 listopada 1968) – szkocki snookerzysta, w gronie profesjonalistów od roku 1991. W 2008 zakończył karierę zawodową.
W 2000 doszedł do półfinałów China Open. Rok później uczestniczył również w półfinałach Regal Scottish Open 2001, a w 2002  doszedł do tej samej fazy rozgrywek w UK Championship. Dwa razy awansował do II rundy mistrzostw świata (2000, 2003), za każdym razem po pokonaniu Marka Kinga.
Najwyższy break zawodnika to 142 punkty podczas British Open w 1992. Zarobił w swojej karierze około 500 tysięcy funtów.